# Pico de Guara
El pico de Guara (Tozal de Guara en aragonés) es una montaña de 2077 m s. n. m. situada en la Sierra de Guara. Pertenece al parque natural de la Sierra y Cañones de Guara. Se puede observar desde la ciudad de Huesca. Su altura contrasta con el vecino río Alcanadre, que su altura mínima es de 430 m s. n. m.
Se trata de la estribación más importante del Prepirineo aragonés y se encuentra en varias rutas de senderismo. 